# Mouvement des droits et des libertés
Pour les articles homonymes, voir DPS.
Le Mouvement des droits et des libertés (en bulgare : Движение за права и свободи, Дпс, romanisé Dvizhenie za prava i svobodi, DPS et ou en turc, Hak ve Özgürlükler Hareketi, HÖH) est à l'origine le principal parti politique des Turcs et des musulmans de Bulgarie. Le MDL est membre du Parti de l'Alliance des libéraux et des démocrates pour l'Europe (ALDE). Sa principale figure, et son chef de 1990 à 2013, est Ahmed Dogan. En 2024, le parti se scinde entre une aile dirigée par Delyan Peevski (reconnue comme le successeur légitime du DPS par la cour suprême bulgare) et une dirigée par Djevdet Chakarov (ayant le soutien d'Ahmed Dogan).

## Histoire
Aux élections législatives de 2005, le MDL a obtenu de bons résultats : passé de 21 à 33 sièges, il devient la troisième force politique du pays, et de loin comme la première auprès des électeurs bulgares résidant à l'étranger en ayant recueilli plus de 60 % de leurs suffrages d'après les premiers dépouillements. 
Plus d'un million et demi de citoyens bulgares résideraient à l'étranger, dont un tiers en Turquie où beaucoup avaient fui le régime communisto-nationaliste de 1944 à 1989. D'après l'ambassade de France à Sofia, il y a eu « émigration forcée en 1989 de 340 000 turcophones, 160 000 sont revenus », mais « depuis 1989, 650 000 personnes ont émigré de Bulgarie, dont 243 000 vers la Turquie ». Il y avait 344 bureaux de vote dans 72 pays, dont 78 pour la Turquie. 
Les résultats électoraux du MDL par arrondissements montrent que ce parti a une assise territorialement très concentrée: sur les 31 circonscriptions électorales, 17 ont envoyé des députés du MDL avec des scores allant de 7,18 % à Plovdiv (un siège sur 10) à 67,32 % (cinq sièges sur cinq) dans l'arrondissement électoral de Kardjali, fief de son dirigeant et fondateur Ahmed Dogan, prisonnier politique sous Todor Jivkov.
En 2017, il est concurrencé par une nouvelle formation soutenue par des ministres d'Ankara.
En vue des élections législatives bulgares d'octobre 2024, le parti se scinde en deux factions : DPS-Peevski et DPS-Dogan. Le 4 septembre, la commission électorale décide de n'enregistrer aucune coalition au nom d'une des deux factions. La Cour suprême administrative autorise finalement la première, qui s'est déclarée en premier, à enregistrer sous le nom de Mouvement des droits et des libertés - Nouveau départ. L'autre faction s'enregistre finalement comme Alliance pour les droits et libertés.

## Dirigeants

### Présidents
- Ahmed Dogan (1990-2013; 2023-2024)
- Lioutvi Mestan (2013-2015)
- Mustafa Karadayi (2016-2023)
- Delyan Peevski et Djevdet Chakarov (depuis 2024)

## Résultats électoraux

### Élections parlementaires
| Année   | Députés  | Votes   | %     | Rang | Gouvernement                 |
| ------- | -------- | ------- | ----- | ---- | ---------------------------- |
| 1990    | 24 / 240 | 491 596 | 8,0   | 3e   | Opposition                   |
| 1991    | 24 / 240 | 418 168 | 7,6   | 3e   | Opposition, 80e gouvernement |
| 1994    | 15 / 240 | 283 094 | 5,4   | 4e   | Opposition                   |
| 1997a   | 19 / 240 | 323 429 | 7,6   | 3e   | Opposition                   |
| 2001b   | 21 / 240 | 340 395 | 7,5   | 4e   | 85e gouvernement             |
| 2005    | 34 / 240 | 467 400 | 12,8  | 3e   | 86e gouvernement             |
| 2009    | 38 / 240 | 610 831 | 14,6  | 3e   | Opposition                   |
| 2013    | 36 / 240 | 400 466 | 11,1  | 3e   | 89e gouvernement             |
| 2014    | 38 / 240 | 487 134 | 14,8  | 3e   | Opposition                   |
| 2017    | 26 / 240 | 315 976 | 9,0   | 4e   | Opposition                   |
| 04/2021 | 30 / 240 | 336 306 | 10,36 | 4e   | Aucun                        |
| 07/2021 | 29 / 240 | 292 439 | 10,71 | 5e   | Aucun                        |
| 11/2021 | 33 / 240 | 340 997 | 12,83 | 3e   | Opposition                   |
| 2022    | 36 / 240 | 344 625 | 13,29 | 3e   | Aucun                        |
| 2023    | 36 / 240 | 347 700 | 13,18 | 3e   | Opposition                   |
| 06/2024 | 47 / 240 | 366 310 | 16,76 | 2e   | Aucun                        |

a  Au sein de l'Union pour le salut national, alliance entre le Mouvement des droits et des libertés, le Parti vert, l'Union nationale agraire bulgare, l'Union des forces démocrates, Nouveau choix et la Fédération « Royaume de Bulgarie »

b  En coalition avec le parti tzigane Euroroma, qui n'a obtenu aucun élu

### Élections européennes
| Année | Députés | Votes   | %     | Rang | Groupe |
| ----- | ------- | ------- | ----- | ---- | ------ |
| 2007  | 4 / 18  | 392 650 | 20,3  | 3e   | ELDR   |
| 2009  | 3 / 17  | 364 197 | 14,4  | 3e   | ADLE   |
| 2014  | 4 / 17  | 386 725 | 17,3  | 3e   | ADLE   |
| 2019  | 3 / 17  | 323 510 | 16,6  | 3e   | RE     |
| 2024  | 3 / 17  | 295 052 | 14,66 | 2e   |        |

### Élections présidentielles
| Année | Candidat       | 1er tour | 1er tour   |
| Année | Candidat       | Voix     | %          |
| ----- | -------------- | -------- | ---------- |
| 2001  | Reneta Indjova | 139 680  | 4,9 % (3e) |